# لين مورلي مارتن
لين مورلي مارتن (بالإنجليزية: Lynn Morley Martin) (و. 1939 – م) هي سياسية، وأستاذة جامعية من الولايات المتحدة الأمريكية ولدت في إيفانستون ، إلينوي.

## التعليم
تعلمت في جامعة إلينوي في إربانا-شامبين، وجامعة نورث وسترن في.

## روابط خارجية
- لين مورلي مارتن على موقع مونزينجر (الألمانية)
- لين مورلي مارتن على موقع إن إن دي بي (الإنجليزية)